# 砂漠の野球部
『砂漠の野球部』（さばくのやきゅうぶ）は、コージィ城倉（連載当時はコージィ♡城倉）の漫画作品。『週刊少年サンデー』1995年第5・6号より1997年第14号まで連載。1997年4月、『週刊少年サンデー超』にて、一部のキャラクターのその後を描いた「その後の砂漠の野球部 タイガー・ザ・グレート」が読み切り作品として掲載された。
小学館のコミック単行本レーベル「少年サンデーコミックス」より、単行本が全11巻発刊されている（『その後の砂漠の野球部 タイガー・ザ・グレート』を含む）。

## 概要
作者の代表作であり、熱血スポ根漫画のパロディを含んだ野球漫画。連載当初は笑いもちりばめられ、スポ根漫画としてだけでなくラブコメを含むコメディータッチな作風だったが、中盤からは笑いの表現は抑えられ、スポ根的な展開のみとなった。
加えて、現在の高校野球が抱える問題点も、皮肉を込めて描かれている（この点は、後に執筆する『おれはキャプテン』にも通じる）。

## あらすじ

### 第1部

#### 第1巻
鳥取県にある私立の女子高校「オアシス学園高校」の島貫校長は、生徒数の減少に悩んでいた。経営の参考にするため、神奈川県の私立高校（野球の名門校）「相模大学付属横浜中央高校（以下、相模大横浜）」を視察していたところ、体育の授業でありながら、授業のレベルを超えたプレイをする生徒達を目にする。彼は、学園再生の手段として「（様々な理由で）野球部を退部した生徒達をオアシス学園に転校させ、甲子園に出場させる」事を思いつく。
高校野球の夢破れた生徒達（全員1年生）も、「もう一度夢を叶える為」、「女子高であること」、「野球部が最も少ない鳥取県であれば、簡単に甲子園に出場できるはず」等の下心を持ち、転校する事を決意する。オアシス学園に転校した9人だったが、グラウンドはソフト部と陸上部が使用しており、練習場がなかった。
主人公のツッチー（土屋拳至）は、グラウンドの使用権を賭け、ソフト部顧問・井出時子（後にジャンボーグと命名される）と対決する。彼女は、広島カープの4割打者・トキオ（井出時男）の双子の姉であり、高校時代の実力は彼女の方が上だった。

#### 第2巻
オアシスナインの実力を計るため、ジャンボーグは鳥取青雲中学と対戦させる。同中学は、中国地方の大会で優勝した学校であり、エース・トキジ（井出時次）はジャンボーグの弟だった。
トキジはオアシスナインに実力の差を見せ付けられ、野球少年に戻る。彼らを操っていたあねご（井出時江、トキジの姉で、ジャンボーグの妹）も改心し、オアシス学園へ転校、野球部のマネージャーとなる。

#### 第3巻
春のセンバツに出場した鳥取東山は、ジャンボーグとトキオの母校だった。ツッチーのストレートは通用しなかったが、フォークの前には鳥取東山は敵ではなかった。あねごの作戦もあり、試合はオアシス学園の勝利に終わる。試合後、トキオもフォークに挑むが、打ちあぐねて逃げてしまった。
その後、「親の都合以外で転校した野球部員は、1年間、公式戦に出場できない」とジャンボーグに告げられ、オアシスナインはショックを受ける。

#### 第4巻
偶然が重なり、あねごは「広島カープ対横浜ベイスターズ（1995年8月23日）」のチケットを手に入れ、ツッチーと2人で横浜スタジアムに行く。ツッチーは、そこで相模大横浜時代のライバル・フネ（船越）と美香（かつてのツッチーの恋人）に再会する。フネは、甲子園の準優勝投手に成長していた。トキオの策略で、美香を賭け、ツッチーとフネは勝負を行う。

#### 第5巻 - 第6巻
オアシス学園は、大門興業に乗っ取られてしまう。学園は解体、ナインのみ大門学園（男子校）に引き抜かれようとする。ツッチーは、学園存続のため、大門興業に戦いを挑む。他の7人（ツッチーに惚れているキャッチャー・マカオこと別所光希を除く）も、「男子校には行きたくない!」という一心で、実力以上の能力を発揮する（各人の思い入れ・過去について言及される）。
勝利したオアシスナインだったが、代わりにジャンボーグが引き抜かれてしまう。彼女は、後任監督にあねごを指名する。

### 第2部 砂の嵐編

#### 第6巻 - 第7巻
あねごは、監督就任を機に、ツッチーへの恋心を封印する。あねごの友人・アニメ（山崎カナ）が登場、マネージャーになる。萌えキャラのような彼女に、ナインの何人かが夢中になり、その余波であねごの恋心が再燃。失踪事件に発展するが、元の鞘に収まる。
トキジが、鳥取KCサンシャインハイスクールの主砲・trf（田中・リチャード・富士雄）と共にオアシスナインの前に現れる。トキジは、速球に磨きをかけていた。だが、天才的な trf の打棒をもってしても、ツッチーのフォークは打てなかった。

#### 第7巻
trf との出会いから9ヶ月。オアシスナインは2年生になっていた。だが、ツッチーは身長が20センチも伸びて身体のバランスが崩れており、フォークのキレがなくなっていた。
トキオのアドバイスにより、ツッチーはアンダースローに変更。マカオと山に篭る。2人が出発した後、あねごにトキオからの手紙が届く。「アンダースローは危険だ。サイドスローにしろ」と。だが、2人と連絡を取る方法がない。
偶然を機に、魔球サイレントカーブが誕生。プロレス団体での特訓の末、完成する。

#### 第8巻 - 第9巻
1回戦で30%、2回戦で50%、そして3回戦の鳥取東山戦で、サイレントカーブの理論が100%完成する。
ジャンボーグは、サイレントカーブの秘密を80%まで解明。残り20%をかけて、ツッチーと対戦する。
片手打ちでサイレントカーブを攻略するKCサンシャインだったが、サイレントカーブαと、残り20%が作用し、敗北する。この試合で、ジャンボーグは残り20%の秘密を暴く。また、彼女の率いる大門学園が、その実力を発揮する。

#### 第10巻
試合前日、大門学園エース・豊丸に「越境転校は卑怯」と指摘され、戦意の下がるオアシスナイン。一方、サイレントカーブも、「カット打法」に苦戦する。オーバースローからの速球を利用して誤魔化していたツッチーだったが、ついに中盤でつかまってしまう。最後の手段として、サイレントファントムを使用する。大門学園主将・風間の謝罪と、相模大横浜の梶原監督の登場により、オアシスナインは奮起。逆転優勝する。

#### 第11巻
相模大横浜との戦い。最後の力を振り絞り、ツッチーはブラッディフォークを使用。パーフェクトで勝利する。しかし、負傷により、2回戦は辞退する事になった。

#### 番外編（第11巻）
あねご、ツッチー、タイガー（小宮政志）、マカオ、アニメ（とトキオ）のその後が語られる。

## 登場人物

### 主人公
土屋拳至（つちや けんじ）
ニックネームはツッチー。オアシス学園高校の4番で投手。神奈川県出身。
相模大横浜の次期エース候補だったが、チームメイトであったフネ（船越）の万引きの罪を被り、「野球部の秩序を乱す存在」として退部させられる。その後、オアシス学園に誘われるが、彼女がいることもあり、その申し出を断る。しかし、彼女であった斉藤美香に振られ（実は土屋に野球を続けさせるための演技だった）、鳥取行きを決意した。
彼以外は、ほとんどのナイン（キャッチャー・マカオを除く）が「（元）女子校」という条件に釣られて（あるいは浮かれて）いたため、暴力で野球部を支配（独裁）する。そのため「ヒトラー」と呼ばれた。
1年生の時は、落差の激しいフォークボール武器にする好投手だった。
高校1年から2年の間に身長が20cmも伸びてしまい、それまでの（フォークを得意とする投手がベストとする）バランスを崩してしまい、並みの投手以下となってしまう。だが、起死回生の手段として、それまでの上手投げから下手投げに変更する。その後、ウイニングショットの開発のためマカオとともに山に篭り、あるきっかけから新変化球「サイレントカーブ」をマスターする。
厳しい戦いを経て夏の甲子園に出場。かつて自分たちを捨てた相模大横浜と対戦、完全試合を達成する。しかし、その試合で腰を壊し、投手としての選手生命を断たれた。
番外編では大門興業にバッターとしてスカウトされていた。自らに厳しい特訓を課し、それに耐え打者として花開き、読売巨人軍に入団。その後、7年連続首位打者であったトキオから、タイトルを奪った。登録名は「ツッチー」。

### 井出4兄弟
所属が違い、関係も複雑だが、重要人物ゆえ、一括して説明。
井出時子（いで ときこ）
井出4兄弟の長女（兄弟順も1番）。トキオとは双子。
ニックネームはジャンボーグ（『ジャンボーグA』から）。野球部の監督就任前は、ツッチーからはデカ寮長（デカ寮長さん）と呼ばれていた。
身長は176cm（1年生時のツッチーと同じ）、体重は70kg以上（80kg未満）。筋肉のつき方は、男性のそれ。
高校時代は野球部に所属し、弟よりも野球の才能に溢れていた（「天才バッター」と呼ばれていた）。しかし「女性だから」という理由で公式戦に出られなかった。
元はオアシス学園ソフトボール部の監督だったが、ツッチーとの勝負の末、野球部の監督となる。選手としてのみならず、監督としての能力も高い。体力・気力ともオアシスナインを圧倒しており、ツッチーの「ヒトラー」に対し「ムッソリーニ」と呼ばれた（この「独伊同盟」の関係は良好）。
大門興業（大門高校の母体）にオアシス学園が乗っ取られそうになった時の試合の手腕を買われ、大門高校に監督として招かれる（オアシス学園と同高野球部を救うため）。同好会だった大門高校野球部を、1年で強豪高校に作り変えた。
井出時夫（いで ときお）
井出4兄弟の長男（兄弟順は2番目）。ジャンボーグとは双子。
ニックネームはトキオで、登録名も「トキオ」。
広島東洋カープの選手。首位打者のタイトルを獲り、打率が4割を超えるなど、野球センスは高い。
姉や妹の関係で、ツッチーとは色々な事で絡んでくる。身長が伸び、並みの投手以下となってしまったツッチーに、「いっその事、下手投げに変更するくらいの気持ちになれ」とアドバイスした事により、後々サイレントカーブを開発するきっかけを与える。
番外編ではツッチーに首位打者を奪われる（前年まで、7年連続で首位打者だった）。
井出時江（いで ときえ）
井出4兄弟の次女（兄弟順は3番目）。
ニックネームはあねご。
本作のヒロイン的存在。元は、鳥取県の私立高校（超お嬢様学校）「黒薔薇女学院」の生徒だった。
兄弟が野球漬けの生活を送っていたため、両親が「時江だけはおしとやかに」育てようとした。しかし、時江にも野球好きな血が流れていたため、その情熱が違う方向に行ってしまい、マンガを読んでマスターした自己流拳法の使い手となり、グレてしまう。だが、土屋に惚れた事で真面目になり、オアシス学園に転校して野球部のマネージャーになる。
「高校野球オタク」でもあり、知識・戦略はジャンボーグに引けを取らない（初参加となる練習試合の鳥取東山戦で、その手腕を発揮している）。
行動力が著しく秀でており、トラブルの原因となる事も少なくない。また、寝ぼけるクセがある（花瓶などの備品を壊したり、騒ぎを起こしている）。
ジャンボーグ監督が大門学園の監督としてオアシス学園を離れる事になり、姉からの指名で後を継ぎ監督に就任する（ツッチーへの想いは自分の心の中に封印する）。当初はノックでキャッチャーフライを打つ事が出来なかったが、特訓により打てるようになるなど、努力と根性は人一倍持っている。
番外編では、高校卒業後に女子プロレスラー「グレート・ザ・アネゴ」として活躍している。
井出時次（いで ときじ）
井出4兄弟の次男（末っ子）。
ニックネームはトキジ。
兄同様の野球センスを持っており、リトルリーグ、中学野球とも優秀な成績を残す。
中学3年時に春の中国大会で優勝したため、才能に溺れグレていた。（ジャンボーグの制裁で）オアシスナインに滅多打ちにされて目が覚め、投手として一段と成長する。
高校1年でエースとなる。準決勝でオアシス学園と対戦し、最終回まで抑えるが、マカオにサヨナラホームランを打たれ負けてしまう。
顔が怖く、アニメ（山崎カナ）に泣かれている。

### オアシス学園高校
鳥取県にある私立高校。鳥取砂丘のすぐ前にある。元々は女子高だが、生徒数の減少から生徒数を確保する為の宣伝として、相模大横浜の野球部を辞めた生徒達を集め、共学高に変更する。
1年目は高野連のルールにより、「親の都合を除いて、転校してから1年間は公式戦に出られない」というハンデを抱えていた。地獄の特訓を得て、2年目で全国大会に出場する。守備は鉄壁。
打順は、理に適ったスタンダードなものだが、技術を優先しているため、上位打線の外見は異質なものになっている（各キャラクターで説明）。鳥取県でも屈指の打撃を誇る。
相模大付属時代、ツッチー以外の8人は越境入学だった。ナインの内、関東出身者は6名（残る3名の内、2名は新潟県と山形県。残る1名は明言されていない）。現実に存在した場合、高野連が絶対に許可しないほどユニフォームが派手。

#### 野球部
別所光希（べっしょ みつき）
ツッチーの女房役。ニックネームはマカオ。8番、捕手。山梨県出身。
相模大横浜時代、先輩達から酷い虐めにあう。その事を知っていた監督も救いの手を差し伸べず、退部している。ナヨナヨしたオカマっぽく見える為、それをもじってマカオというあだ名を付けられるが、当初はそう呼ばれるのを嫌がっていた。
小学生の時はリトルリーグのエースとして活躍していた。変化球投手で、カーブ、フォークの他、シュート、スライダーも投げられる。 チームメイトから「お山の大将」と陰口を叩かれるほど我儘で気性が激しかった（チームメイトに「大将」と呼ぶよう命じていた）。この時は「藤村甲子園」を彷彿とさせる男らしいキャラクターだった。そのため、チームプレイを覚えさせる目的で捕手への転向を命じられる。その後の試合中、不慮の事故でバットが肛門に突き刺さる重傷を負う。復帰後はオカマっぽい性格に変わっていた。
大門興業戦でジャンボーグからピッチャーを命じられてマウンドに上がると、元の性格（リトルリーグのエース時代）に戻った。この変貌ぶりに、中学時代からのライバルだった弓岡も驚いていた（弓岡は、ピッチャー時代のマカオを知らなかった）。その後、キャッチャーマスクを被ると、またオカマっぽくなった。
ツッチーの特訓に協力し、サイレントカーブを完成させる。彼に対しては友情というより、愛情に近い感情を持っている。
番外編では新宿2丁目のオカマバー（「アントニオウィリー」）に勤務しており、ツッチー、あねご、タイガーと再会する。
以下は打順による。
福永高志（ふくなが たかし）
ニックネームはフク。1番、遊撃手。東京（下町）出身。
肥満体型だが足は速く、100mを11秒2で走る（大門興業戦では、ダイヤモンドを12秒2で走った）。そのため1番打者になっているが、外見が不似合いなため、初対戦するチームは一様に驚いている。1番でもあり出番も多く、得点に結びつく事も多い。
中学時代、バレーボールの選手で将来を嘱望されていた。坂上とは「モテない同盟」の親友だったが、初めて付き合っていた女性が坂上と二股をかけており、彼女が「どちらも選べないので、野球の名門校である相模大横浜に入学して決着をつけて欲しい」と言い出した事により、全く野球経験が無い状態で入学。「この機会を逃したら、二度と女にモテない」という執念から、有望な野球選手に成長する。だが、その女性が他に男を作っていて、相模大横浜に入学させたのは「厄介払い」だったという事実を知り、野球に対する情熱を失い退部する。
オアシス学園から誘われた時は、女子高だと知ったため転校に応じる。風呂（女子が使用中）を覗くなど、もっとも喜び、浮かれていた。
ジャンボーグの監督就任直後（第2巻の序盤）、余りに過酷な練習にイヤ気が差し、脱走を試みる。ジャンボーグとツッチー（とマカオ）に追われ、進退きわまり（女子を狙って）風呂に突入するが、使用していたのは校長だったところを捕まり、手ひどい制裁を受ける。これが他のナイン（6人）への見せしめとなり、彼らはツッチーをヒトラーに、ジャンボーグをムッソリーニに例え怯えた（無表情男のタイガーも冷や汗をかいている）。
大門興業（ノンプロ）戦において、「ジェットストリームアタック」を披露。これは、坂上が正拳突きを使用、フクがスパイクを行い、ゲッツーを取るもの。オリジナルは3人（3機）の技だが、こちらは2人。
弓岡剛太郎（ゆみおか ごうたろう）
ニックネームは特にない（大門興業戦で、激高した森下から「弓」と呼ばれた事がある）。2番、右翼手。山梨県出身。
バントの達人であるため2番打者となっている。しかし、体格が良いため、初対戦するチームだと驚く事がある。
体格の他、金髪が外見的特徴。
中学時代はキャッチャーだった（ジャンボーグは、「元キャッチャー」と知っていた）。マカオとは違う中学だったが、ライバル同士として切磋琢磨していた。マカオが相模大横浜にスカウトされ進学したため、「同じチームで勝負（正捕手となる）」目的で入学する（弓岡もスカウトされたが、当初は地元に進学するつもりだった）。入学後は右翼手に転向させられてしまい、そこで努力してレギュラーになりかけたが、マカオが野球部を辞めた穴を埋めるために梶原監督から捕手になる事を強要され、断ったため退部させられてしまう。その上、付き合っていた彼女がマカオ目当てで自分をダシに使っていた事を知り、女性不信となる。転校を決意したのは、「オアシス学園に行けば、自分の女性不信を解消してくれる女子がいるかもしれない」と思ったため。
手塚隆介（てづか りゅうすけ）
3番、三塁手。新潟県出身。
背が低く非力そうに見えるが、子供の頃から漁師である実家の手伝いをしていた為、足腰が強く運動神経も抜群（そのため、他のナインを差し置いて3番打者になっている）。
中学時代、地元では「小さな巨人」と呼ばれる程の選手だった。入学していた学校が中・高のエスカレーター式だったため、他の地元高校からのスカウトはなかった。男子校だったため女子と話をする機会も無く、「高校に進学しても同じ事になる」と思っていた矢先に相模大横浜にスカウトされ、共学校と聞き入学する。だが、野球部の猛練習で状況は変わらず、嫌になって退部するが、意中の女子に「野球部員だった手塚が好き」と言われフラれてしまう（そのため、フク・坂上の「モテない同盟」に加盟する）。その後、女子高だったオアシス学園に誘われ、「今度こそ薔薇色の人生を送りたい」と願い、転校する。
そのため、ナインの中では一番「男子校（大門学園）には行きたくない!」と思っており、大門興業戦ではオアシスガッツを発揮する（オアシスガッツを初めて発揮したのは手塚であり、命名者も手塚）。
立花満津留（たちばな みつる）
5番、左翼手。山形県出身。
パワー、柔軟性など、強打者としての条件を十分に満たしている（それゆえの5番打者）。
「9人の中では一番モテる」と自負する二枚目（オアシス学園の女生徒と、最初に打ち解けていた）。
子供の頃は超過保護の肥満児（小学1年生で70kg）だった。運動神経が良く、身軽で力持ちなため、ちびっこ相撲で活躍するものの、暑苦しいという理由で女子にはモテなかった。ミヨちゃん（幼馴染の女の子）とは仲が良かったものの、肥満ゆえに拾ってきた子犬（ポチ）を圧死させ、嫌われてしまう。その上、サキちゃん（ミヨちゃんの妹）を怪我させてしまい、さらに嫌われてしまった。その後、一念発起してダイエットに成功し、女子にモテるようになり、相模大横浜に入学。野球選手としても才能を発揮するが、練習中にミヨちゃんが肥満体型の男と付き合っている所を目撃し、ショックでバッティング投手の暴投した球を避け切れず怪我をしてしまう。中々完治しなかったため、退部させられる。そのショックを払拭させるべく、多くの女子と付き合うが、緊張するとお国訛りが出てしまい、失敗続きとなる。それらを振り払うべく、オアシス学園のスカウトに応じ転校する。
ネーミング、「ミツル＝タチバナ2000GT」という自転車など、花形満の影響が見られる。実家は自動車修理工場「立花モータース」。
森下雄太（もりした ゆうた）
6番、一塁手。群馬県出身。
パーマとメガネが特徴。試合開始時はサードコーチャーを務める。
自分の力を試したいと思い、地元の高校（1年生でレギュラーになれる可能性がある）に進学せず、相模大横浜に進学した。この決心を打ち明けた時、野々村先生（中学の野球部の監督）に眼鏡をプレゼントされる。野々村先生は卒業前に亡くなり、森下は、この眼鏡を大切にしていた。相模大横浜での練習中、梶原監督に「サインの指示通りに動かなかったのは、眼鏡をかけていたから」という理由で前述の眼鏡を踏み潰され、反射的に逆らった事で退部させられる。
地区予選の決勝（大門学園戦）にて、雨の中、不利な眼鏡をかけているにもかかわらず、意地でサヨナラホームランを打つ（梶原監督が観戦していた）。
坂上敏樹（さかがみ としき）
7番、二塁手。東京（下町）出身。
同郷のフクとは中学時代からの友人。中学時代は空手の選手で将来を嘱望されていた。詳細はフク（福永高志）を参照。
Jリーグに刺激され、「これからはサッカーの時代」と考え、サッカー部に入部するが、3日で退部。その後、オアシス学園から誘われ、女子高だと知りモテたい為に転校に応じる。フクとは「モテない同盟」を結成している。
小宮政志（こみや まさし）
ニックネームはタイガーマスク、タイガー。9番、中堅手。出身地は明言されず（神奈川県ではない）。
虎の覆面を被ったような顔をしていて、髭や牙も生えている（もみ上げがトラ縞を再現している）。「タイガーマスク」がモデルだが、現実のタイガーマスクの方である。
無口で無表情。コントロールは悪いが、強靭な肩をもっている。
セリフは少ないが、語尾に「～トラ」、「～ガオ」と付けた事がある。
連載中は、過去などは明かされなかった。
番外編において、実は某知新聞社長（ミヤツネこと小宮常雄）の孫ということ、及びオアシス学園に行くのを嫌がっていた時、祖父から「荒波にもまれて男を磨いてこい」と言われ、無理矢理転校させられたことが明かされた（そのため、高校時代は無口な性格になってしまった）。高校卒業後は大学に進学。その後、某知スポーツの記者になる。よく喋るようになり、ツッチー番の記者として、彼に関する特集やスクープを扱う。
山崎カナ（やまざき カナ）
マネージャー。小柄で萌えアニメのキャラクターのような声と雰囲気を持っているためアニメと呼ばれている。天然でちょっと浮世離れした性格。身長は146cmほど。
転校してきたばかりで、コワモテな雰囲気を持っていたあねごに話かけた事がきっかけで友人となり、野球部のマネージャーに誘われ入部する。過去に両親を飛行機事故で失うという悲しい出来事に遭遇しているが、その事をおくびにも出さず明るく振舞っている。
番外編ではプロ野球選手となったツッチーと婚約。タイガーには「このカップルの身長差は50cm」、あねごには「アニメは高校時代のまま、身長が伸びなかった」といわれる（ツッチーは、高校2年生の時に196cm）。

#### 教師、生徒
島貫（しまぬき）
オアシス学園校長。学校の生徒数の減少に頭を悩ませており、相模大横浜に視察に訪れた。同校野球部を退部した生徒達のプレイを見た事により、学校再生の手段として彼らを自分の学校に転校させる事を思い付く。転校させる為には手段を選ばず、自分の学校の女生徒達に接待をさせた。また、美香にも協力を依頼している。
富永（とみなが）
オアシス学園の教師。ソフト部の部長（監督）に就任、ジャンボーグを野球部へ送り出す。ジャンボーグが大門学園に去った後は、野球部の部長も兼任する。登場は第6巻140頁（授業中）が最後。ただし、第8巻42頁では球場から学園へ報告（鳥取県予選1回戦突破）を報告している。
ソフト部員たち
女子部員。当初は「野球部にグラウンドを取られる」と警戒していたが、ジャンボーグとツッチーの勝負を見て監督の本心（野球に未練がある）を察知、快く彼女を野球部へ送り出す。

### 相模大学付属横浜中央高校
神奈川県の私立高校で通称「相模大横浜」。野球の強豪高で、かつてオアシスナインが在籍していた。
船越大輔（ふなこし だいすけ）
ニックネームはフネ。投手。北海道出身。
ツッチーのライバル。母子家庭で育ち、野球選手として成功する為に手段を選ばない。ツッチーに万引きの濡れ衣を着せ、退部の原因を作った。
1年生の夏の甲子園大会（1995年）では、3番手の投手として登録されていたが、偶然が重なり1回戦で登板。決勝まで投げぬくが、連投による疲労で優勝は逃す。「荒木大輔の再来」、「荒木2世」と呼ばれた（ただし、フネは二枚目ではない）。
同年8月23日、トキオの仲介で美香を賭けてツッチーと勝負する。人間として、投手として成長しており、ツッチーを翻弄した。結果は「試合に勝ったが勝負に負けた」という状態。トキオは「甲子園で決着をつけろ」と判定を曖昧にした。
姑息な手段を使ってツッチーを退部させたが、根っからの悪人ではないらしく、ツッチーとはライバル関係を持続している。
美香の事が好きだが、美香からはツッチーを発奮させる為に使われた（序盤）。中盤（上記の勝負）の段階でも、美香とのデートは「お情け」からのものだった。
1996年のオアシス学園戦でも先発。初回、フクにランニングホームランを許してしまうが、以後は0点に抑えている。
斎藤美香（さいとう みか）
ツッチーの元彼女。ツッチーが野球部を辞めて目標を見失っている時に「オアシス学園に転校」の話を聞かされる。オアシスの校長の頼みもあり、転校を嫌がるツッチーを転校させるため、「船越と付き合っている」と見せかけた。
ツッチーの事は今でも好きだが、自ら悪役を買って出た手前、その気持ちを伝える事ができず諦めている。最後の試合（オアシス対相模大横浜）は、仮病を使い応援を欠席している。
梶原（かじわら）
フルネームは不明。小男で童顔。「鬼の梶原」などと呼ばれる。
野球部監督。教育者である前に、野球部監督として甲子園に行く事を目的としている。そのため、部員達には非情。オアシス学園に転校した生徒達からは恨まれている（特に森下、弓岡、ツッチー）。
鳥取県大会決勝の試合場に現れ、オアシス学園を応援。しかし、それは転校した生徒達を心配してではなく、チームの戦力を偵察に来ただけだった。それがきっかけとなり、劣勢に立たされたオアシスナインを奮起させ、勝利させる要因となった。
甲子園大会の一回戦（第1試合）でオアシス学園と対戦。オアシスナインを雑魚だとみくびり馬鹿にしていたが、ツッチーの最後の手段（ブラッディーフォーク）の前に翻弄される。「打てる球ではない」と判断し、「天下の相模大横浜に、これ以上三振はさせられない」とバント作戦を指示した。この結果、完全試合を達成される（ただし、このバント作戦は、ツッチーの腰にさらなる負担を強いた）。
多田（ただ）
1995年のエース。この時は3年生（オアシスナインより2学年上）。
1995年の夏の大会では、神奈川県大会を1人で投げぬき、チームを甲子園に行かせた。しかし、練習中のツキ指により、甲子園では登板せずに終わった。
福地（ふくち）
1995年の控え投手（2番手）。この時は2年生（オアシスナインより1学年上）。
1995年の夏の大会では、神奈川県大会での登板はなかった。多田のアクシデントにより、甲子園で先発するが、上がり症のため死球と四球を連発。押し出しで2点を献上してしまう。ストライクが入らないまま、フネと交代させられた。以後、出番はない（同大会で、短い回数の登板をした可能性はある）。

### 鳥取東山高校
鳥取県でも屈指の強豪校であり、甲子園大会に出場経験がある。ジャンボーグとトキオの母校であるため、練習試合が組まれた。
1995年の春の選抜に出場したが、1回戦で下ノ宮に敗れている。下ノ宮は強豪校で、同年の夏の甲子園大会では相模大横浜を下して優勝している。
1995年の夏の鳥取県予選では優勝。翌年の夏の鳥取県予選では、3回戦でオアシス学園と対戦する。
大内（おおうち）
監督。ジャンボーグとトキオの恩師。
海野鳥取（うみの とりと）
エースピッチャー。初登場時は2年生（オアシスナインより1学年上）。
ニックネームはトリトン、海のトリトン。由来は『海のトリトン』だが、似ているのは名前だけ。
コントロールに優れており、ギリギリでストライクに入るかボールになる球しか投げない。コントロールでは、本作でも屈指の投手（「コントロールだけなら西日本一かもしれない」とあねごに言わしめる）。前年の秋の中国大会での防御率は0.47。
練習試合では、オアシス学園に2球で1点取られ、驚愕する。
1996年の夏の鳥取県予選でもエースとしてオアシス学園と対戦。トリトンのみ、サイレントカーブに最初から注目しており、クリーンヒットを放った。
深沢純一（ふかざわ じゅんいち）
捕手。初登場時は2年生（オアシスナインより1学年上）。
「ボール1個分」のコントロールをトリトンに要求する。
飯田英二（いいだ えいじ）
4番（1995年の練習試合）。眼鏡を着用。
フォーク打ちを得意としているが、ツッチーのフォークは打てなかった。

### 鳥取KCサンシャインハイスクール
鳥取県の私立高校。優勝候補の一角で、県予選の準決勝でオアシス学園と対戦する。
井出時次（いで ときじ）
エースピッチャーで3番。詳細はこちら。
田中・リチャード・富士雄（たなか リチャード ふじお）
ニックネームは trf（由来は「trf」）。4番、捕手。
トキジはアニキと呼び、バッテリーを組んでいる。2人合わせて「黄金バッテリー」と呼ばれている（ただし、リードしているシーンは皆無）。
アフリカ人と日本人のハーフ。肌の色は黒い。ドレッドヘアーで見た目は怖いが、常に礼儀正しい（サイレントカーブとの初対決でホームランに出来なかった時のみ、激昂していた）。
1年生（オアシスナインと同学年）の夏の大会には出場していないが、これは痔の手術のため。
サイレントカーブをホームランする程の強打者だが、サイレントカーブの秘密を80%までしか解明していなかった為、完全な攻略は出来なかった。
トキジと同じく顔が怖いため、アニメに泣かれている。この時、アニメが「シャイレントカーブ」と泣きながら口走ったため、KCサンシャインのメンバーは魔球の名前を「シャイレントカーブ」だと誤解した（それまでは「魔球」としか認識しておらず、名称は分かっていなかった）。
忠野良介（ただの りょうすけ）
マネージャー。偵察も行う。
財津道夫（ざいつ みちお）
主将。1番、2塁手。
その他のナイン
片山（かたやま）。2番打者。
川尻（かわじり）。5番、中堅手。
諸岡（もろおか）。6番打者。
岸田（きしだ）。7番打者。
高峰啓志（たかみね けいし）
監督。43歳（オアシス学園と対戦した時点）。
英語教師だが、「シャイレントカーブ」の意味が分からなかった。采配を振るシーンはない。

### 大門興業・大門学園高校
大門剛造（だいもん ごうぞう）
大門興業社長。大門高校の理事長でもある。
社会人野球で全国有数の強豪チーム「大門興業」を持つ。学校の宣伝のためにオアシス学園を詐欺まがいの方法で手に入れ、オアシスナインを転校させようとした。しかし、「男子高は嫌だ！」というオアシスナイン（ツッチー、マカオを除く）の執念から、学校の土地を賭けた試合に敗れ、オアシスナインを転校させるのは諦める。その代わりにジャンボーグを監督として引き抜く。そのやり方から、オアシスナインなどから「悪徳」、「タコ社長」と呼ばれる（自身にも、「悪徳」という自覚がある）。
番外編において、投手として再起不能となり、大学・プロ・ノンプロのいずれからも相手にされていなかったツッチーを自チームにスカウトし、打者として再生させるきっかけを作り、ツッチーはこの誘いに「涙が出た」と感謝している。

#### 大門興業
大門興業は、大門剛造が所有する社会人チーム。オアシスナインが1年生の時、対戦した。
五十嵐五郎（いがらし ごろう）
エースピッチャー。老けた顔だが、まだ20歳（醜男）。あねごによると、「速球派だが、コントロールが悪い」。
2年がかりでチェンジアップを体得。フォームはストレートと同じで、まったく見破られなかったが、立花にエンタイトルツーベースを打たれてしまう。
2年前は甲子園大会に出場、母校をベスト8まで導いた。そこには、「甲子園で活躍すれば、女性にモテるはず!」という目論見があった。しかし、本人の目論見とは裏腹に、まったく女性には縁がなかった（他のナインには大勢よってきた）。「モテない」という事では、オアシスナインよりも年季が入っている。
当初はオアシス打線を見下しており、連打を喰らう（初回で5点を奪われる）。しかし、2回に坂上からピッチャー返しを顔に受けてからは、入魂のピッチングを行う（「これ以上、オンナにモテなくなったら…」という執念が、オアシス打線を0に封じた）。
堂尾浩（どうお ひろし）
キャッチャー。選手兼任監督。30歳。眼鏡を着用している。
六大学時代、ベストナインに2回、選ばれている。

#### 大門学園高校
鳥取県の私立の男子高校。創立したばかりの新設高だが、ジャンボーグ（井出時子）監督の指導により県大会決勝に進出する。準決勝までは、その実力を隠していた。平均身長は162cmと、小兵ぞろい。
井出時子（いで ときこ）
監督。詳細はこちら。
風間波平（かざま なみへい）
主将。1番、2塁手。偵察もこなす。「うはっ」、「うははぁ」が口癖。眼鏡を着用している。
格闘技の大ファンであり、「四角いジャングル」という週刊雑誌を愛読している（ツッチーの写真が小さく載っていた。これは、サイレントカーブを仕上げるための特訓だった）。雑誌名のモデルは『四角いジャングル』。
豊丸の失言（暴言）を、オアシスベンチの前で謝る（決勝戦の試合中）。
豊丸（とよまる ）
エースピッチャー。身長161cm。
野球センスは高いが、「窮屈な野球はしたくない」という理由で、野球名門校には進学せず、同好会で野球を楽しんでいた。
野球に秀でた兄がおり、ジャンボーグとトキオの同期で鳥取東山に進学していた。しかし、女（ジャンボーグ）に負けた事にショックを受け、人生を誤り事故死している（豊丸が野球校名門に進学しなかった理由も、ここにある）。ジャンボーグは、その事を気にかけていた（豊丸は、ジャンボーグの事は恨んでいなかった）。
ジャンボーグに「タイミング外し」を仕込まれる。アンダースロー、オーバースロー、サイドスロー、スリークォーターという投法も使用し、打者を幻惑してくるため、タイミングが合わない。2段モーションスレスレの投法や、チェンジアップなども使う。
決勝前日、オアシスナインに「（9人全員が越境転校しているのは）ズルい」、「卑怯」、「相模大横浜の亡霊」などと言い、戦意を喪失させる。
その他のメンバー
長野（ながの）。2番、右翼手。
新里（にいざと）。3番、1塁手。
小畑（おばた）。偵察（サイレントカーブをスピードガンで測定）した。選手かマネージャーか不明。

## 魔球
ツッチーが編み出した独自の変化球で、作中では魔球と呼ばれている。

### サイレントカーブ
錯覚の魔球と呼ばれる。また「静寂の変化球」とも。アンダースローに投球フォームを変えようとしたツッチーがマカオとともに山籠もりしたさい、ツッチーが突き指をしてしまい、指をかばう投げ方をした時、ボールが微妙な変化を起こし、それをヒントに編み出された。
スローボール (100km/h - 110km/h)で、変化の仕方が小さく、かつバッターに近い位置で起きるため、バッターは変化に気がつかずミートのポイントをズラされてしまう。その結果、内野ゴロに終わる。延々と同じコース（多くの打者が苦手とする、内角低めギリギリのストライクゾーン）に投げられるため、早い段階で打ってしまう。そのため、1試合での投球数が60球から70球、試合時間も1時間前後となっている。「結果を平均させる」ため、1試合での被打数は5から7本。失点数は2点以下。欠点は、スピードが遅いため、盗塁されやすい事（ただし、ホームスチールされたケースはない）。
残り20%の秘密（サイレントウェーブ）として、ツッチーは1球ごとに1km/hずつ変化をつけているため、好打者ほど変化を読み取れずタイミングを狂わされてしまう。
投げ方は、アンダースローから、ヒジを使わずに内側に捻り、押し出すようにして投げる。ツッチーのような長いリーチがないと、ホームベースまで届かない。また、1球ごとに1km/hずつの変化は強靭な筋肉によって速度の調整を行っている。ツッチーは短期間に強引なウエイトトレーニングを行い、投球可能な筋肉を手に入れた。そのため、この球を完全な形で投げるには、長いリーチと強靭な筋肉が必要であり、ツッチー以外は投げる事は出来ない。だが、この投法は腰に多大な負担がかかる上、さらに成長期に不自然な筋肉を無理に付けたことにより、ツッチーは最終的に投手として再起不能になっている。
打倒策として以下の方法が考えられた。
片手打ち
KCサンシャインが使用。右打者の場合は左手1本で打つ。こうする事でミートポイントが下がり、照準が合う。これに対し、ツッチーはサイレントカーブαを使用。
trf の打法（名称不明）
KCサンシャインの trf が使用。変化する前に叩く。体勢が崩れるため、trf の体格・センスがないと使用できない。trf は2打席目でこれを披露、ソロホームランを放つ。サイレントカーブがホームランされたのは、これが初めて。しかし、「残り20%」を解明できなかったため、残る2打席は凡打に終わっている。
ミート打法（バスター）
大門学園が使用。これに対し、ツッチーは上手投げを混ぜ、照準を狂わせたが、中盤で掴まる。そのため、サイレントファントムを使用した。

#### サイレントカーブα
ボールになるサイレントカーブ。これに気がつかなかったため、KCサンシャインは片手打ちにもかかわらず凡打を繰り返した。

#### サイレントファントム
最後の手段と称した。
スピードのあるサイレントカーブ。打者からは「消えた」ように見える。欠点は制球力（ストライクゾーンまで届かない事がある。その確率は50%）。大門学園を抑えた。

### ブラッディフォーク
最後の魔球。その他、「変質する魔球」、「本当の本当の…本当の最後の手段」とも形容される。
ナックルボール。フォークの投げ方だが、指の間が出血し、付着した血によって不規則（予測不能）な落ち方をする。正体はスピットボール。相模大横浜に使用、完全試合を達成した。欠点は捕手も受けづらい事。また、次回の試合では使えない事（出血しなくなるため）。

## 作者のコメント
カバーの折り返しには、作者の写真とコメントが載っている。
- 第1巻 - 第2巻：「本作が初めての少年マンガ」、「青年誌で描く予定だった」、「地元の人は、鳥取砂丘を『砂漠』とは呼ばない」など。
- 第3巻 - 第4巻：マンガ界の大先輩から聞いたエピソードが、第1話の元になった。
- 第5巻 - 第6巻：あねごは編集サイドからの要望で出したキャラクターだが、主役を食う存在になった。
- 第7巻 - 第8巻：野球マンガに魔球が出なくなって久しいが、この作品では魔球を登場させる。
- 第9巻 - 第10巻：巨人の選手をマンガに出さない事が不文律になっている事を嘆く。
- 第11巻：「マンガは全て模倣」、「影響力の大きさ」など。

### 梶原一騎作品
梶原一騎作品の影響は数多くある。
- 相模大横浜の監督は梶原。「鬼」とあだ名されている。
- 巨人の星：ジャンボーグがオアシス学園を去る際、ツッチーが送ったVサインは星一徹のVサインが元ネタ。立花満津留は花形満の影響がある。トキジが通っていたのは鳥取青雲中学。星飛雄馬が通っていたのは青雲高校。またサイレントカーブを山ごもり中に作成した際のマカオのセリフ「僕も今…モーレツに感動しているっ」など。
- タイガーマスク：「タイガー・ザ・グレート」は、『タイガーマスク（アニメ版）』の最後の敵（「虎の穴」の総帥）。
- 四角いジャングル：雑誌のタイトルに流用している。

その他、特訓のための「山ごもり」など、梶原作品の影響がある。

### その他
- 男どアホウ甲子園：リトルリーグ時代のマカオの性格、ジャンボーグがオアシス学園を去る際の歌（ダンチョネ）など。
- アストロ球団：アストロガッツとオアシスガッツ、ファントム大魔球とサイレントファントム、メンバーが9人しかいない、など。
- 加治隆介の議：「手塚隆介の議、の巻」（第5巻の第4話サブタイトル）の元ネタ。作者は弘兼憲史のファン（『おれはキャプテン』第14巻「おまけまんが」による）。
- 黒い三連星：「ジェットストリームアタック」の元ネタ。
- 鳥取KCサンシャインハイスクール関係
  - KC：KCは講談社のコミックスの意味。
  - ケーシー高峰：高峰啓志（鳥取KCサンシャインハイスクールの監督）。
  - KC and the Sunshine Band
- 荒木大輔：フネ（船越大輔）のモデル（1995年夏の甲子園大会）。
- ジャンボーグA
- 海のトリトン
- trf